# Prótesis (arquitectura)

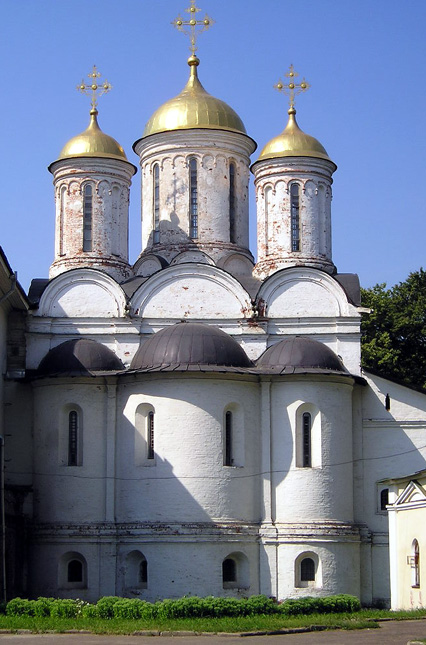
Triple ábside de una iglesia ortodoxa donde el altar está en el ábside central, la prótesis en el ábside de la derecha y el diaconicon en el de la izquierda.

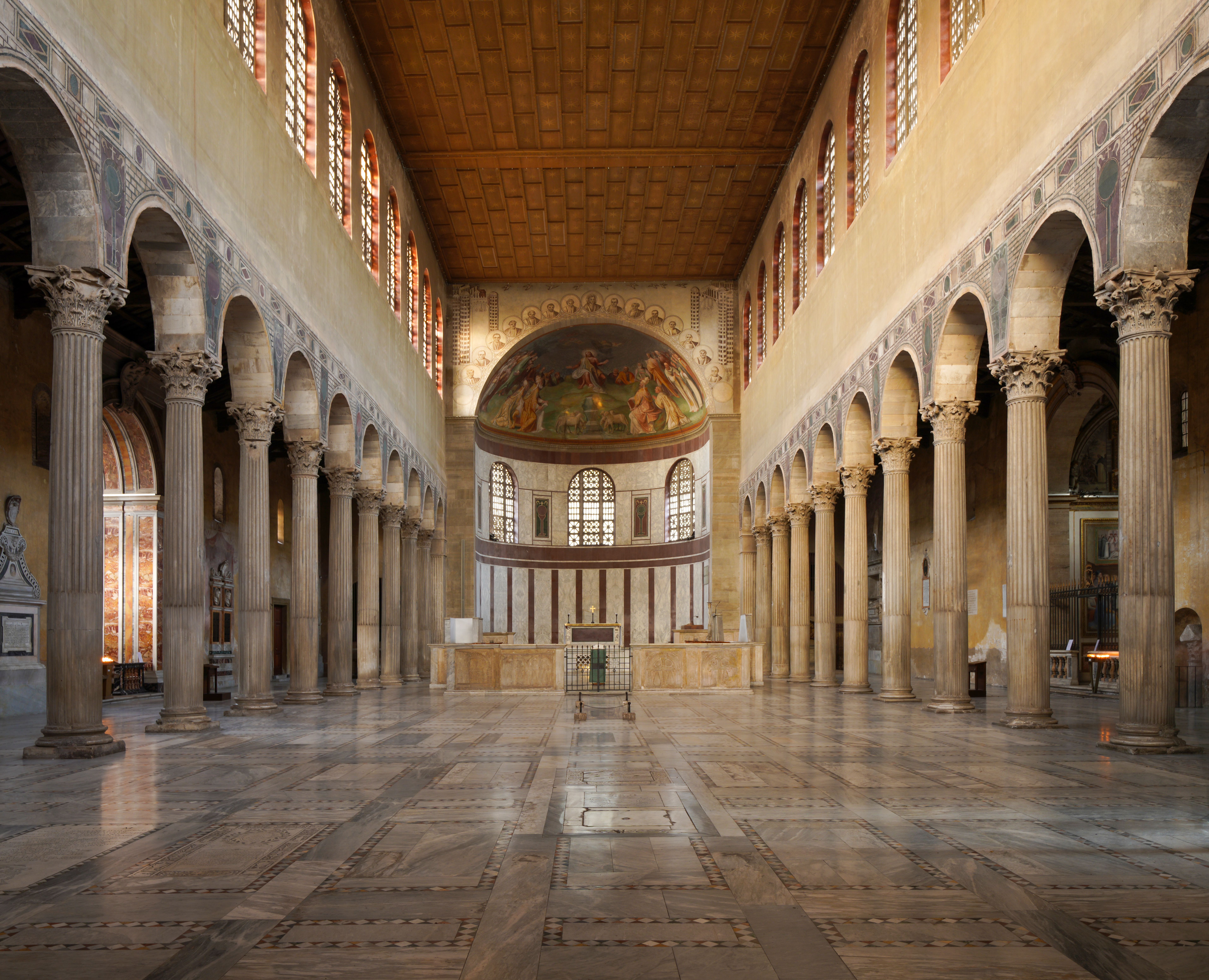
Basílica de Santa Sabina en Roma, de arquitectura paleocristiana del siglo V,que albergaba a los lados del presbiterio las dependencias de la prótesis y el diaconicon.

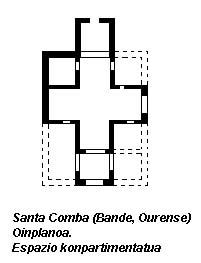
Planta de la iglesia visigótica de Santa Comba de Bande, provincia de Orense, España, donde el cuadrado superior izquierdo señala la prótesis, el diaconicon en el lado simétrico se ha perdido.

Una prótesis u oblatorio (en latín: prothesis, y este del griego antiguo: πρόθεσις próthesis, "colocar delante"), en arquitectura paleocristiana, es el lugar, cámara o ábside situado en el lateral izquierdo de un edificio religioso, basílica o iglesia, destinado a la preparación de la liturgia del pan y vino para la Eucaristía.
Al lado contrario del presbiterio se colocaba, simétricamente, otra estancia, el diaconicón (del griego διακονικόν, diakonikón, perteneciente al diácono), que servía como una especie de sacristía. Este modelo de prótesis y diaconicon, que se conoce en conjunto como pastoforio, se extendería a la arquitectura visigoda y bizantina y las iglesias ortodoxas y católicas orientales actuales.

## Características y ceremonia de la prótesis

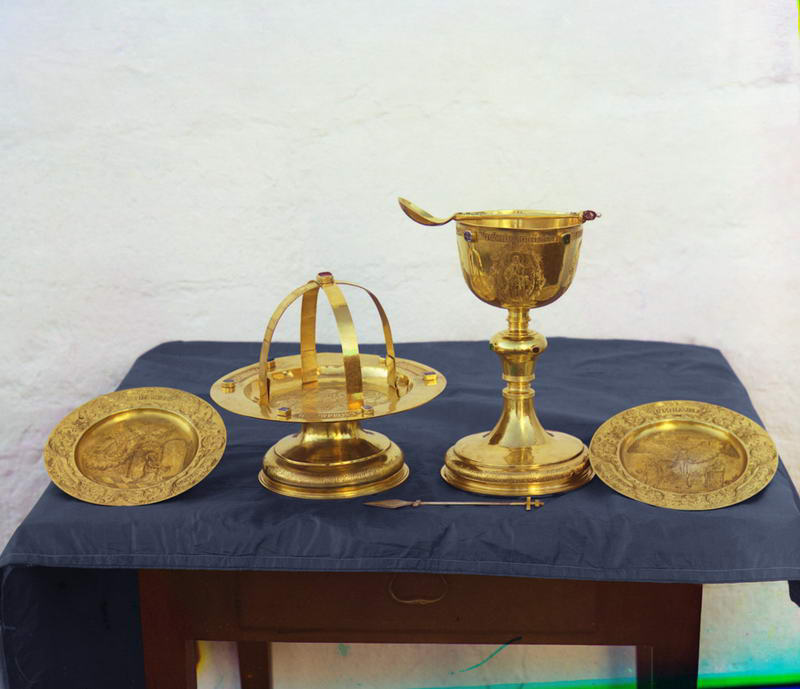
Objetos sagrados dispuestos para la celebración de la liturgia divina en la iglesia ortodoxa.

La prótesis se encuentra detrás del cancel o iconostasio y como conjunto, contiene una pequeña mesa para realizar las ceremonias denominadas también prótesis, y conocida como "mesa de oblaciones", donde se preparan el pan y el vino para la liturgia divina. La mayoría de las veces se coloca en el lado norte del altar o en la prótesis (cámara separada) en el lado norte del ábside central.
Originalmente, la prótesis estaba ubicada en la misma cámara que la "mesa sagrada", siendo simplemente una mesa más pequeña colocada contra la pared oriental, al norte de la mesa sagrada. Durante el reinado del emperador Justino II (565–574), llegó a tener su propia cámara separada, en la zona norte del santuario, con un ábside separado y unida al Altar por una abertura arqueada. Se añadió otra cámara absidal en el lado sur para el diaconicon. A partir de ese momento, las grandes iglesias ortodoxas fueron triabsidales (con tres ábsides en el lado oriental). Las iglesias más pequeñas continuaron con una sola cámara que contiene el altar, la prótesis y el diaconicon.
En las iglesias siríacas, el ritual es diferente, ya que tanto la prótesis como el diaconicon son generalmente rectangulares, y el primero constituye una cámara para el depósito de las ofrendas por parte de los fieles. Como consecuencia, a veces se coloca en el lado sur, si al hacerlo es más accesible para los laicos.
En la iglesia copta, los hombres reciben la Sagrada Comunión entrando por la prótesis (las mujeres la reciben frente a las puertas santas), debiendo quitarse los zapatos antes de entrar.